# Steeve Guénot
Steeve Guénot est un lutteur français né le 2 octobre 1985 à Chalon-sur-Saône. Licencié depuis 2012 au club des Diables rouges de Bagnolet, il remporte en 2008 la médaille d'or aux Jeux olympiques de Pékin dans la catégorie des moins de 66 kg. Le même jour, son frère, Christophe Guénot, remporte la médaille de bronze dans la catégorie des moins de 74 kg. Quatre ans plus tard, il remporte une médaille de bronze aux Jeux olympiques de Londres.
En 2014, il est suspendu un an pour manquement aux règles anti-dopages.

## Biographie
Steeve Guénot est né le 2 octobre 1985 à Chalon-sur-Saône dans une famille très liée à la lutte gréco-romaine. Il habitait l'Abergement-Sainte-Colombe (Saône-et-Loire). Steeve et son frère Christophe sont initiés à la lutte par leur père, entraîneur du club de Champforgeuil (Saône-et-Loire) puis arbitre. Sa mère est secrétaire du même club. Il entrera au pôle espoir de la section lutte au lycée climatique de Font-Romeu (Pyrénées-Orientales).
Steeve rejoint l'équipe nationale à l'âge de 17 ans.
Tous deux participent au championnat du monde de 2007 où Steeve décroche respectivement la deuxième place en moins de 66 kg et Christophe la troisième place en moins de 74 kg.
En 2007, il signe avec la RATP une convention d'athlète de haut niveau et peut travailler tout en pratiquant la lutte. Depuis mars 2007, il est détaché et peut s'entraîner à plein temps.
Steeve est employé depuis 2012 aux services des sports de la ville de Bagnolet en tant qu’éducateur sportif.

## Carrière sportive
Steeve Guénot rejoint le pôle national à 17 ans. À 18 ans, il entre à l'INSEP mais est trop jeune pour participer aux Jeux olympiques d'Athènes de 2004.
Steeve Guénot devient vice-champion du monde en 2007, ce qui le qualifie pour les Jeux olympiques de 2008.
À Pékin, le 13 août 2008, après avoir éliminé le Cubain Alain Milian, le Hongrois Tamás Lőrincz, le Biélorusse Mikhail Siamionau et le Kazakh Darkhan Bayakhmetov, il est sacré champion olympique de Lutte gréco-romaine en battant le Kirghize Kanatbek Begaliev en deux manches. Sa victoire permet à la France de remporter sa première médaille d'or dans ces Jeux. Le même jour, son frère Christophe remporte la médaille de bronze dans la catégorie des moins de 74 kg.
Lors des Jeux olympiques de Londres, il est battu en demi-finale et remporte la médaille de bronze en -66 kg.
Comme à Pékin, son frère concourrait en -74 kg, cette fois-ci il ne remporte pas de médaille et annonce sa retraite de la compétition. Steeve Guénot annonce donc qu'il luttera désormais dans la catégorie des -74 kg, plus proche de son poids normal. En effet, jusqu'ici Steeve Guénot s'astreignait à des régimes très rigoureux avant les championnats afin de ne pas entrer en concurrence avec son frère, allant jusqu'à perdre 10 kilos en quelques jours.
En 2014, il est suspendu un an pour manquement aux règles anti-dopages. Selon la Fédération française de lutte, le lutteur paie son absence à deux contrôles antidopage inopinés entre 6 et 7 heures du matin et un « défaut de remplissage » de son calendrier sur la plateforme informatique dédiée à ces contrôles.

## Palmarès
Steeve Guénot a remporté les titres suivants,.
- Jeux olympiques
  -  Médaille d'or en lutte gréco-romaine dans la catégorie des moins de 66 kg en 2008
  -  Médaille de bronze en lutte gréco-romaine dans la catégorie des moins de 66 kg en 2012

- Championnats du monde de lutte
  -  Médaille d'argent en lutte gréco-romaine dans la catégorie des moins de 66 kg en 2007

- Championnats d'Europe de lutte
  -  Médaille de bronze en lutte gréco-romaine dans la catégorie des moins de 66 kg en 2010
  -  Médaille de bronze en lutte gréco-romaine dans la catégorie des moins de 66 kg juniors en 2005

- Championnats de France de lutte
  -  Médaille d'or en lutte gréco-romaine dans la catégorie des moins de 74 kg en 2013
  -  Médaille d'or en lutte gréco-romaine dans la catégorie des moins de 66 kg en 2007
  -  Médaille d'or en lutte gréco-romaine dans la catégorie des moins de 66 kg juniors en 2005
  -  Médaille d'or en lutte gréco-romaine dans la catégorie des moins de 66 kg juniors en 2004
  -  Médaille d'or en lutte libre dans la catégorie des moins de 58 kg cadets en 2002
  -  Médaille d'or en lutte gréco-romaine dans la catégorie des moins de 58 kg cadets en 2002
  -  Médaille d'or en lutte gréco-romaine dans la catégorie des moins de 50 kg cadets en 2001
  -  Médaille d'argent en lutte gréco-romaine dans la catégorie des moins de 66 kg en 2003
  -  Médaille de bronze en lutte gréco-romaine dans la catégorie des moins de 66 kg en 2005
  -  Médaille de bronze en lutte gréco-romaine dans la catégorie des moins de 66 kg juniors en 2003
  -  Médaille de bronze en lutte gréco-romaine dans la catégorie des moins de 46 kg cadets en 2000

## Distinction
- Chevalier de la Légion d'honneur en 2008[11]